# Wikkebij
De wikkebij (Andrena lathyri) is een vliesvleugelig insect uit de familie Andrenidae. De wetenschappelijke naam van de soort is voor het eerst geldig gepubliceerd in 1899 door Alfken.